# Urwa ibn al-Ward
ʿUrwa ibn al-Ward al-ʿAbsī (in arabo ﻋﺮﻭة ﺑﻦ ﺍﻟﻮﺭﺩ‎?; Arabia, VI secolo – Arabia, VI secolo) è stato un poeta preislamico arabo.  Era originario di un clan arabo dei B. ʿAbs, la stessa tribù del poeta-guerriero ʿAntara Ibn Shaddād.
Urwah ibn Alward : un forte straccione,un cavaliere educato ma anche Fuorilegge,che aiutava i poveri ,uno dei grandi cavalieri senza cavalli,era uno dei più grandi arcieri nella sua epoca,che ruppava per affamare i poveri (Un picolo racconto da un romanzo di Robin hood che raccontava la storia di Arua Ebn Elward)
Annoverato tra i ṣuʿlūk (poeti fuorilegge), non è compreso tra gli aghribat al-ʿArab - i "corvi degli Arabi" e su di lui esistono notizie che lo riguardano che parlano di un qualche ruolo di spicco goduto tra la sua gente.
Il suo Dīwān, edito da Theodor Nöldeke, tocca i tradizionali topoi della vita nel deserto e delle razzie effettuate contro le rivali tribù arabe dei Banu al-Qayn e dei Banu Hudhayl, oltre all'esaltazione di uno dei valori più nobili della muruwwa preislamica: quello dell'accoglienza generosa nei confronti dell'ospite, che lo rese celebre, nel sentimento comune arabo, al pari di Ḥātim al-Ṭāʾī.
È tuttavia ricordato anche come poeta che ha cantato l'amore. Si raccontava infatti del suo sentimento scaturito dal ripudio decretato, mentre egli era sotto l'effetto dell'alcol alla sua amata moglie Salmā (o Laylā), e del suo inutile pentimento per quel suo atto avventato, ricordato in una struggente poesia tradotta da Nöldeke, tanto che il poeta d'età abbaside, Marwān b. Sulaymān (m. 797), lo annoverava tra i poeti "martiri" per amore.